# Miquel Buch
Miquel Buch i Moya (Premiá de Mar, 3 de agosto de 1975) es un político español, consejero de Interior del Gobierno de la Generalidad de Cataluña desde mayo de 2018 hasta septiembre de 2020.

## Trayectoria
Trabajó como portero de discoteca en Badalona.
En 1996 empezó a militar en la Joventut Nacionalista de Catalunya y en Convergencia Democrática de Cataluña (CDC). En el año 2000 se convirtió en concejal en el Ayuntamiento de Premiá de Mar, entonces en la oposición. En 2003 fue nombrado cuarto teniente de alcalde, además de responsable del área de Servicios a la Persona y de las concejalías de Deportes y de Gente mayor de Premiá de Mar, durante el mandato como alcalde de Jaume Batlle i Garriga. Debido al fallecimiento de este último, Buch fue investido alcalde en febrero de 2007. 
En 2011 fue nombrado presidente de la Asociación Catalana de Municipios y Comarcas (ACMC) y del Consejo de Gobiernos Locales de Cataluña. 
En 2017 concurrió en el número 22 de la candidatura de Junts per Catalunya en la circunscripción electoral de Barcelona de cara a las elecciones al Parlamento de Cataluña de diciembre de 2017, convocadas por el gobierno de España a raíz de la aplicación del artículo 155 de la constitución en la comunidad autónoma de Cataluña. Resultó elegido diputado de la xii legislatura del Parlamento de Cataluña. El mismo año renunció a la alcaldía y a la presidencia de la ACMC. Lo relevó en la presidencia de la ACMC David Saldoni el 20 de enero de 2018. En mayo del mismo año sería nombrado consejero de interior en el gobierno de Quim Torra, cargo que mantiene hasta su relevo en septiembre de 2020. Está casado y tiene tres hijos.